# 特鲁瓦永
特鲁瓦永（法語：Troyon，法語發音：[tʁwajɔ̃]）是法国默兹省的一个市镇，位于该省东部，默兹河右岸，属于科梅尔西区。

## 地理
特鲁瓦永（49°0'11"N, 5°27'51"E）面积13.07 平方千米，位于法国大東部大區默兹省，该省份为法国西北部内陆省份，北与比利时接壤，西接马恩省和阿登省，南至上马恩省和孚日省，东临默尔特-摩泽尔省。
与特鲁瓦永接壤的市镇（或旧市镇、城区）包括：万贝、默兹河畔昂布利、布克蒙、默兹河畔拉克鲁瓦、朗济耶尔、默兹河畔蒂伊、沃莱帕拉梅。
特鲁瓦永的时区为UTC+01:00、UTC+02:00（夏令时）。

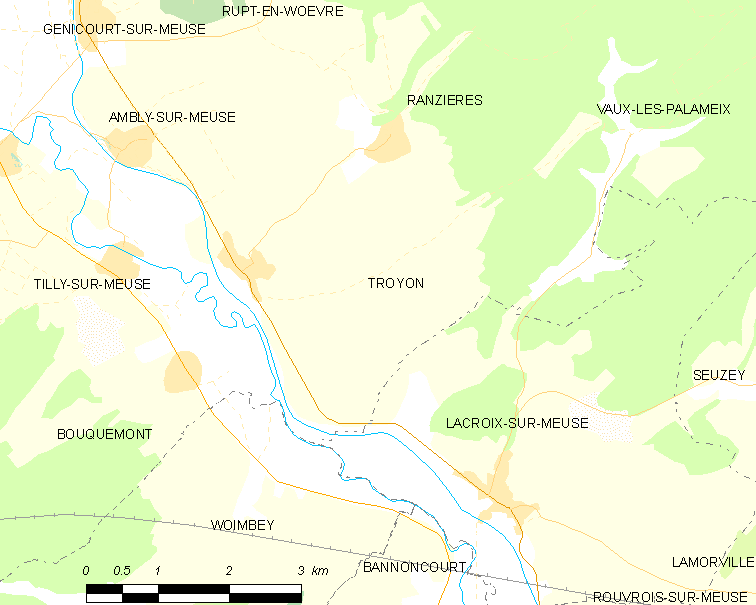
特鲁瓦永的OSM定位图

## 行政
特鲁瓦永的邮政编码为55300，INSEE市镇编码为55521。

## 政治
特鲁瓦永所属的省级选区为圣米耶勒县。

## 交通
默兹省省道D22线和D964线在境内交汇。默兹省城际客运巴士14线经过特鲁瓦永。

## 人口

1962-2008年间特鲁瓦永人口变化图示

特鲁瓦永于2022年1月1日时的人口数量为231人。